# Chiesa di Santa Margherita (Cusio)
La chiesa di Santa Margherita vergine e martire è la parrocchiale di Cusio, in provincia e diocesi di Bergamo; fa parte del vicariato di Branzi-Santa Brigida-San Martino oltre la Goggia.
L'altare conserva il polittico della Madonna opera di Andrea Previtali del secondo decennio del Cinquecento. 

## Storia
Il 16 luglio 1456 la chiesa fu smembrata dall'arcivescovo di Milano Gabriele Sforza dalla parrocchia di Santa Brigida. La chiesa faceva parte dell'arcidiocesi di Milano fino al 1787.
Donato Calvi nel suo Effemeride sacra profana di quanto di memorabile sia successo in Bergamo del 1676 inserirebbe la chiesa con altre cinque unite a formare la valle di Averara e dell'Olmo: Santa Brigida dell'Olmo, Mezzoldo, Averara, Cassiglio, e di Urniga.
Tra il 1517 e il 1521 fu realizzato il polittico della Madonna con la statua lignea nella sezione inferiore della Vergine, opera di Andrea Previtali. L'opera era stata realizzata e originariamente posta come pala d'altare maggiore..

Nel XVIII secolo la chiesa fu ricostruita in stile neoclassico come era forma ricorrente sul territorio con la consacrazione e l'intitolazione il 28 giugno 1754 dal cardinale Giuseppe Pozzobonelli in data 28 giugno.
Il passaggio dall'arcidiocesi di Milano alla diocesi orobica richiese permessi che necessitarono di un triennio. Il primo passaggio fu l'autorizzata delle autorità civili cittadine del 1784. Intervenne poi la sacra Congregazione Concistoriale, e in ultimo la bolla pontificia con atto del 13 novembre 1786, la quale concesse l'autorizzazione conclusiva. Da quella data la chiesa di Santa Margherita vergine e martire posta sul comune di Mezzoldo inserita nella pieve Primaluna di Milano passò all'autorità episcopale di Bergamo, in forma definitiva nel 1787. Risulta inserita nella vicaria di Santa Brigida come “vicaria ambrosiana della Valle di Averara e di Valtorta”. Faceva parte della parrocchia di Cusio anche gli oratori di San Giovani Battista, Sant'Alberto e Santa Maria Maddalena.
La chiesa fu ampliata  nella prima metà del Novecento, su progetto di Elia Fornoni nella zona presbiteriale con la demolizione della parte precedente e la ricostruzione più arretrata con la costruzione del nuovo transetto e la cupola affrescata da Umberto Marigliani..
Indicata come "“Vicaria ambrosiana della Valle di Averara e di Valtorta” nel registro del Clero degli anni dal 1734 al 1822 e inserita nella vicaria di Santa Brigida. Sempre nel XIX secolo la chiesa è indicata con rito ambrosiano retta da un parroco coadiuvato da un cappellano. Con decreto del 27 maggio 1979 del vescovo di Bergamo Giulio Oggioni la chiesa è entrata a far parte del vicariato locale di Branzi-Santa Brigida-San Martino Oltre la Goggia..

## Descrizione

### Esterno
L'edificio dal classico orientamento, con la facciata rivolta a ovest, intonacata preceduta da un piccolo sagrato con pavimentazione in ciottolato, è caratterizzato dalla presenza di quattro lesene poggianti su alta zoccolatura che reggono due cordoni. L'ingresso principale è completo di paraste in marmo bianco e architrave, dove è raffigurato il viso di un angelo, lo stemma vescovile è scolpito in pietra nella parte superiore. Centralmente il fronte principale ospita la finestra rettangolare. La facciata termina con il timpano completo di finestra cruciforme.

### Interno
L'interno è a navata unica a croce latina e si sviluppa su quattro campate divise da lesene stuccate e decorate.
Il polittico del Andrea Previtali originariamente inserito come pala d'altare maggiore è conservato nell'altare a destra del transetto dedicato alla Madonna del Santissimo Rosario. L'opera si compone in sei tavole poste su due sezioni raffiguranti, nell'ordine superiore san Lorenzo, Ambrogio e centrale la Pietà, Maria che regge tra le braccia il Figlio morto, nella sezione inferiore santa Caterina d'Alessandria e san Giovanni Battista, centrale la statua lignea della Madonna. Termina nella parte superiore con la tavola della cimasa raffigurante la Madonna col Bambino.